# Carlos Ramírez de Arellano (ricohombre)
Carlos Ramírez de Arellano (Viana, 5 de mayo de 1377-Zaragoza, 26 de agosto de 1412), ricohombre castellano y navarro, fue II señor de los Cameros, (con capital en Nalda), Arellano, Subiza, Dicastillo, Andaluz, Cervera, Aguilar, Muro, Albelda, Viguera, Alcanadre, Ausejo, Murillo, Pinillos, Arrúbal y otras muchas villas.
También fue alférez mayor del pendón de la Divisa del rey y alférez mayor del infante Fernando el de Antequera, que posteriormente llegaría a reinar en Aragón como Fernando I.

## Biografía

### Orígenes familiares
Era hijo de Juan Ramírez de Arellano el Mozo, señor de Valtierra, Arriazu y Mendinueta, y de Teresa Manrique, señora de Fuente Muño, Villarmentero y Santillana, entre otras villas. Por parte paterna era nieto de Juan Ramírez de Arellano, señor de los Cameros, y de su segunda esposa, Venancia de Branc. Por parte materna era nieto de Garci II Fernández Manrique de Lara, señor de Amusco y adelantado mayor de Castilla, y de Teresa Vázquez de Toledo, su segunda esposa.
Fue hermano de Juan Ramírez de Arellano, que fue señor de Dicastillo y otras villas y falleció muy joven, y de Leonor de Arellano, que contrajo matrimonio con el ricohombre Juan Hurtado de Mendoza, que era hijo de Juan Hurtado de Mendoza y de María de Castilla y fue señor de Morón y Gormaz y mayordomo mayor del rey Juan II de Castilla.

 
Hay constancia de que el 5 de mayo de 1377 Carlos Ramírez de Arellano fue bautizado en Viana, y de que su padrino de bautismo fue el rey Carlos II de Navarra, quien le dio el nombre de Carlos, el título de ricohombre de Navarra, las pechas de Sesma y algunas otras donaciones, como señaló Luis de Salazar y Castro.

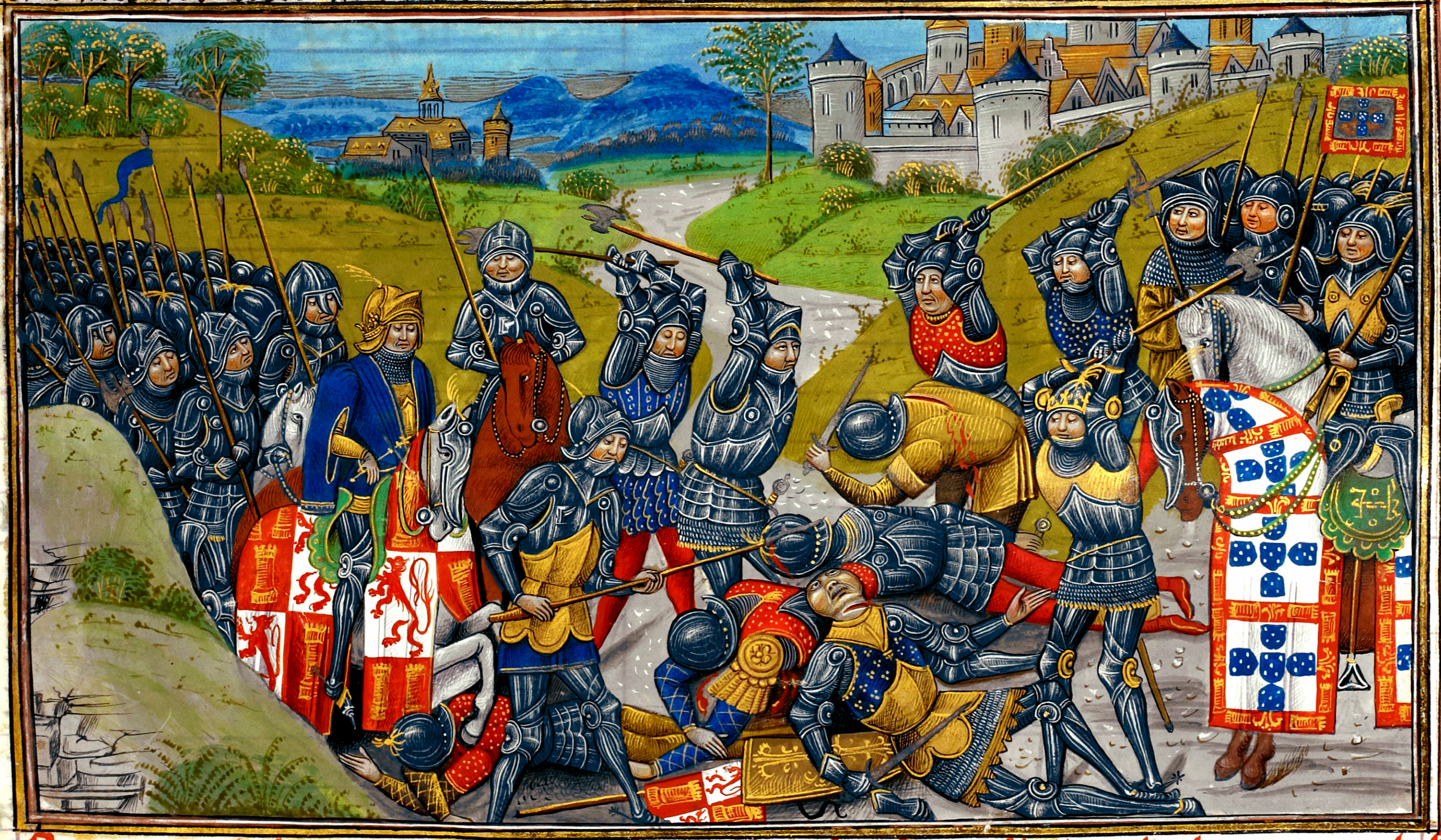
Miniatura medieval que representa la batalla de Aljubarrota, librada en 1385.

### Juventud y herencia de su abuelo (1385-1406)
En 1385, falleció su padre en la batalla de Aljubarrota, junto con numerosos nobles castellanos. En el testamento que su abuelo, Juan Ramírez de Arellano, otorgó el 29 de octubre de 1385 en Soria, le legó todas las posesiones que tenía en el reino de Castilla, incluyendo aquellas que había adquirido por compra, las que había recibido de manos de los reyes Enrique II y Juan I, y las que habían pertenecido a su difunto padre, Juan Ramírez de Arellano el Mozo. Y Diago Hernando también confirmó que la mayoría de las posesiones de su abuelo en Castilla fueron legadas a su nieto Carlos Ramírez, a excepción de algunos lugares fronterizos entre Navarra y Castilla, como Murillo de Río Leza, Ausejo, Carbonera y Alcanadre, que fueron cedidos al hermano de Carlos, Juan Ramírez de Arellano.
 

Sin embargo, su abuelo también dispuso en su testamento que hasta que Carlos Ramírez alcanzase la mayoría de edad su tutoría y la custodia de sus bienes quedarían en manos, al igual que en el caso de sus hermanos, de Ramiro Sánchez de Arellano, que era hermano de Juan y debería encargarse del mantenimiento de la familia y de todos sus integrantes, incluyendo a sus «caballeros, escuderos y criados», como señaló Máximo Diago Hernando. Y Juan también ordenó en su testamento que en caso de que fallecieran sus nietos, todas sus posesiones en el reino de Navarra pasarían a su hermano Ramiro Sánchez, y en caso de que este último no dejara herederos, a Gonzalo Ramírez, y si este tampoco los dejara a Lope García de Ulloque, que era sobrino de Juan Ramírez por ser hijo de su hermana, Aldonza Ramírez de Arellano.

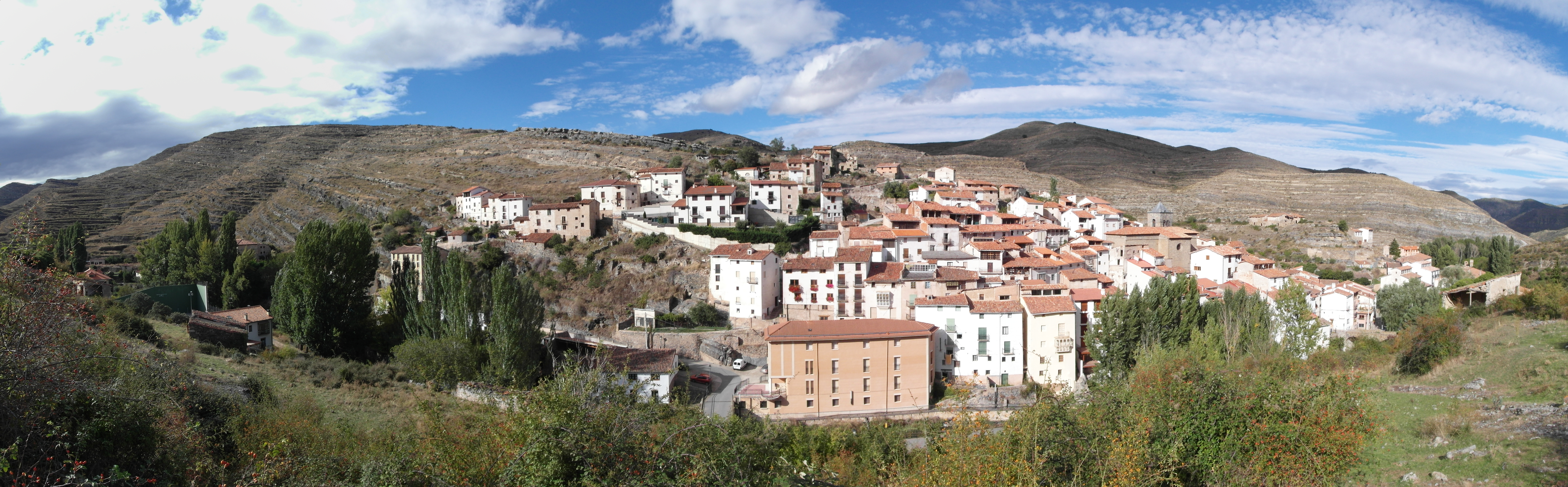
Vista del municipio de Munilla. (La Rioja).

Y Juan Ramírez también legó en su testamento a su segunda esposa, Venancia de Branc, los señoríos de Andaluz y de Munilla, que tras su muerte pasarían a manos de su nieto Carlos, quien también heredaría si su tío abuelo Gonzalo Ramírez falleciera sin herederos el señorío de Viguera y la Casa de Isla-Llana, aunque estas últimas posesiones pasarían a manos de Juan, el hermano menor de Carlos, si este moría sin descendencia.
Su abuelo, Juan Ramírez de Arellano, falleció en 1385 según la mayoría de los autores, aunque otros afirman que murió en 1386, y conviene señalar que el tío abuelo de Carlos a quien le fue confiada su custodia, Ramiro Sánchez de Arellano, que falleció a finales de 1393 según algunos autores, era un ricohombre navarro que había sido enemigo de los monarcas de ese reino, y Diago Hernando afirmó que el resentimiento de Carlos II de Navarra hacia los miembros de la familia Ramírez de Arellano que se habían establecido en Castilla seguramente había disminuido notablemente en esos momentos, ya que en caso contrario no habría consentido, en opinión de ese autor, que Ramiro Sánchez de Arellano, que era su chambelán, merino de Estella y ricohombre de Navarra, se ocupara de administrar los bienes que sus sobrinos poseían en Castilla. Y además, Juan I de Castilla dispuso en su testamento, otorgado en 1385, que Carlos Ramírez de Arellano fuera el alférez mayor de su hijo segundogénito, el infante Fernando el de Antequera.
 

Entre 1387 y 1412, durante los reinados de Juan I, Enrique III y Juan II de Castilla, desempeñó el cargo de alférez mayor del pendón de la Divisa del rey, aunque Fernández de Córdova Miralles afirmó que no había encontrado pruebas de que esta magnate fuera el alférez mayor del pendón de la Divisa en el reinado de Enrique III, como otros sostienen, y señaló que ese oficio no había sido creado en esos momentos y que posiblemente se identificaría «más bien» con el de alférez mayor del pendón de la Divisa del Cordón de San Francisco, cuyo primer titular sería Juan Álvarez Osorio en 1417.

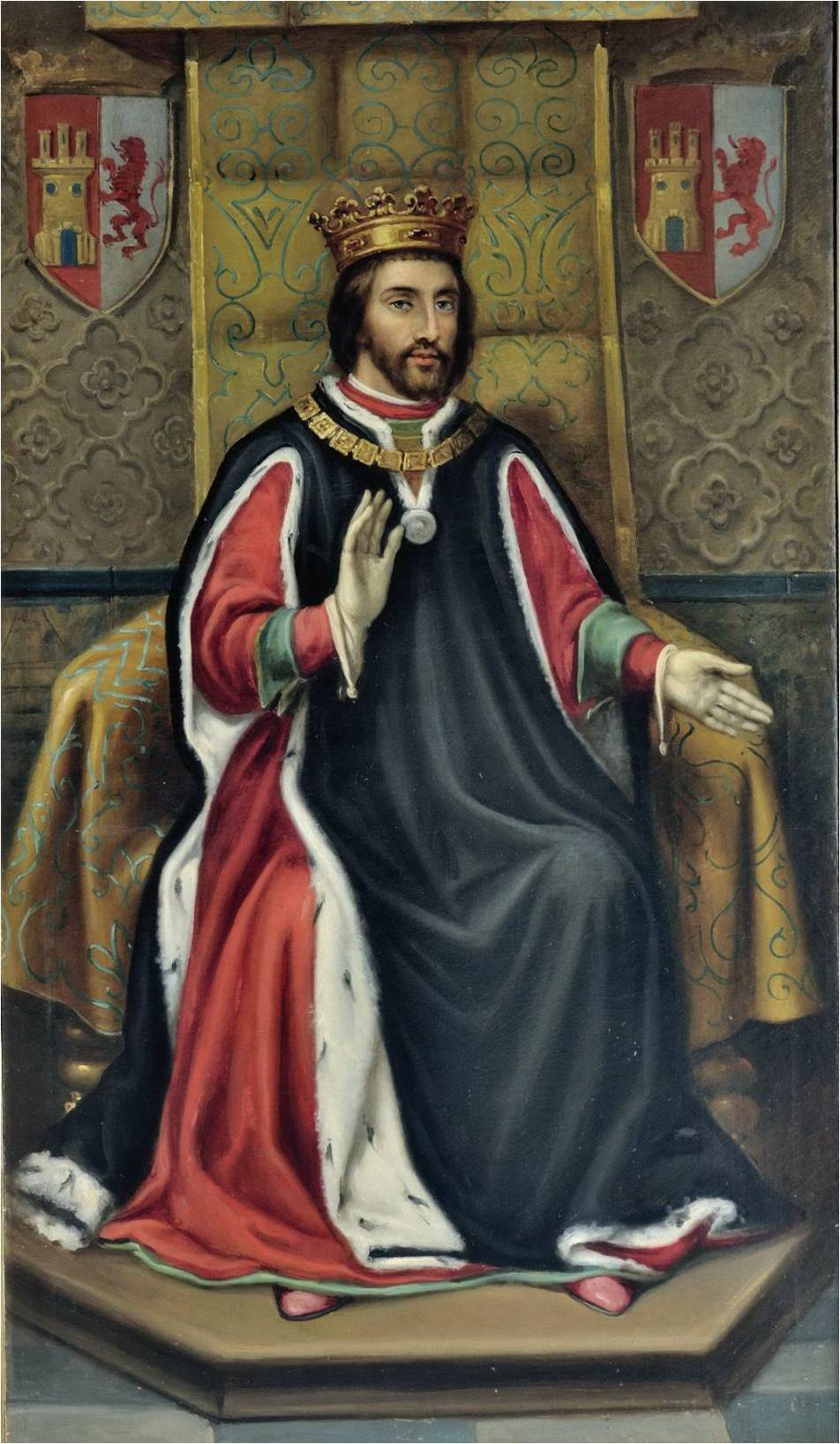
Retrato imaginario de Enrique III de Castilla. José María Rodríguez de Losada. (Ayuntamiento de León).

El 25 de noviembre de 1387 Carlos Ramírez fue uno de los confirmantes del privilegio por el que el rey Juan I de Castilla cedió la villa murciana de Alhama a Alfonso Yáñez Fajardo, adelantado mayor de Murcia. Y en la segunda columna de los confirmantes de ese privilegio, como señaló Salazar y Castro, aparecía el señor de los Cameros confirmando como «Don Carlos de Arellano, señor de los Cameros y Alferez mayor de la Divifa del Pendon conf».
En 1388 Carlos Ramírez de Arellano fue uno de los rehenes concedidos a Juan de Gante, duque de Lancaster e hijo del rey Eduardo III de Inglaterra, cuando este último y su esposa Constanza de Castilla, que era hija de Pedro I de Castilla, renunciaron a cualquier futura reclamación del trono castellano, siendo todo ello relatado, como señaló González Crespo, en el capítulo II del año 1388 de la Crónica del rey Don Juan I. Y en 1393 el rey Enrique III de Castilla confirmó a Carlos Ramírez de Arellano la posesión de todos los bienes y señoríos que su abuelo paterno, Juan Ramírez de Arellano, había recibido de los reyes Enrique II y Juan I.
Y Diago Hernando señaló que se desconoce cuándo se produjo la reconciliación entre los Ramírez de Arellano asentados en Castilla y los monarcas de Navarra, pero afirmó que en 1396 ya debía de haberse producido, porque hay constancia de que en esos momentos Carlos Ramírez de Arellano era escudero del rey Carlos III de Navarra, y en 1397, un año después, ya era uno de sus caballeros, y el rey Carlos III prometió recompensarle con una cantidad de rentas y bienes similares a las que sus antepasados habían tenido en Navarra, aunque en esos momentos no pudo devolverle esas posesiones porque se encontraban en manos de Carlos de Beaumont, alférez del rey de Navarra.
En 1398 el señor de los Cameros solicitó al rey Martín I de Aragón que le devolviera los castillos de Berdún y Escó, que habían pertenecido a su abuelo, Juan Ramírez de Arellano, y de los que en 1387 se había apoderado el rey Pedro IV de Aragón, pero la reclamación no fue aceptada y los herederos de Carlos Ramírez de Arellano continuaron reclamando tras su muerte, ocurrida en 1412, la posesión de ambos lugares, aunque infructuosamente. Y hay constancia de que en 1402 Carlos Ramírez satisfizo todas las deudas que los miembros de su casa tenían contraídas con la Corona castellana.
Carlos Ramírez contrajo matrimonio con Constanza Sarmiento, que fue señora de Berganzo, Villaumbroso y Villatoquite e hija del mariscal de Castilla Diego Gómez Sarmiento y de Leonor Enríquez de Castilla y bisnieta de Alfonso XI de Castilla. Y conviene señalar que en 1393 el rey Enrique III confirmó a Constanza Sarmiento la merced de los 20 escusados, es decir, exentos por privilegio de abonar impuestos, que su padre, el rey Juan I de Castilla, había concedido a su padre, Diego Gómez Sarmiento, en sus villas de Villaumbroso y Villatoquite.

### Actuaciones en los reinos de Castilla y Navarra (1406-1412)

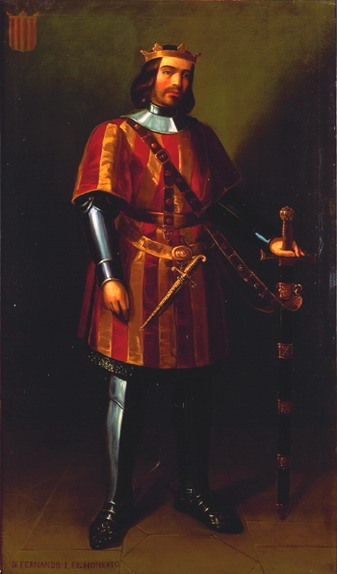
Retrato imaginario de Fernando I de Aragón, de Manuel Aguirre y Monsalbe. Ca. 1851-1854. (Diputación Provincial de Zaragoza).

A principios del siglo XV Carlos Ramírez de Arellano volvió a formar parte, como señaló Diago Hernando, de la «sociedad política navarra», y en 1406, año en que falleció Enrique III de Castilla, se convirtió en vasallo del rey Carlos III de Navarra, aunque al mismo tiempo continuó siendo súbdito del rey de Castilla. Y una de las condiciones que se incluyeron en el homenaje que el señor de los Cameros prestó al monarca navarro fue que si estallaba un conflicto entre castellanos y navarros Carlos Ramírez devolvería a Carlos III todas las fortalezas o plazas que tenía en su reino, aunque cuando se alcanzara la paz entre ambos países todas ellas pasarían de nuevo a sus manos.
Y en 1406, año de la muerte de Enrique III de Castilla, Carlos estuvo presente cuando la reina Catalina de Lancáster y el infante Fernando el de Antequera, hermano del difunto Enrique III, juraron cumplir fielmente sus obligaciones como tutores del rey Juan II de Castilla. Y desde el año 1407 Carlos Ramírez de Arellano acompañó al mencionado infante, como señaló González Crespo, en las campañas que emprendió contra los musulmanes del reino nazarí de Granada, y hay constancia de que Carlos fue nombrado por el infante alcalde de la villa de Zahara de la Sierra, que fue conquistada por los castellanos en 1407. Y también está documentado que en la campaña que se llevó a cabo en ese mismo año contra los granadinos el señor de los Cameros fue uno de los capitanes que combatieron en el asedio de Setenil, que fue levantado el 25 de octubre de 1407 sin haber conseguido la conquista de la plaza.
Y en la Crónica de Juan II, que fue citada por González Crespo, consta que Carlos Ramírez de Arellano, que era uno de «los grandes destos Reinos», estuvo presente en las Cortes de Guadalajara de 1408, y también está documentado que el 1 de mayo de 1408 adquirió en la ciudad de Guadalajara, y por una suma de 6.000 maravedís, las posesiones que tenía en la zona de los Cameros una dama llamada Beatriz Ferrans. Y ese mismo año, el rey Juan II de Castilla confirmó a Carlos Ramírez la posesión de todas las mercedes que su difunto abuelo, Juan Ramírez de Arellano, había recibido de los anteriores monarcas castellanos.

Y en 1408 el rey Carlos III de Navarra ordenó en una carta que remitió a su hija Juana que se le devolvieran a Carlos Ramírez de Arellano todas los bienes, rentas, fortalezas y demás posesiones que habían pertenecido en Navarra a su abuelo, Juan Ramírez de Arellano. Pero como en esos momentos todos esos bienes se hallaban en poder de Carlos de Beaumont, alférez del monarca navarro, este último ordenó que Beaumont debería ser recompensado con una «conveniente indemnización». Y para reforzar aún más la amistad entre la realeza navarra y los Ramírez de Arellano se acordó que Teresa de Ramírez Arellano, una de las hijas del señor de los Cameros, se casaría con Godofre de Navarra, conde de Cortes y mariscal de Navarra e hijo ilegítimo del rey Carlos III, aunque el matrimonio se celebró cuando Carlos Ramírez ya había muerto, y fue su viuda, Constanza Sarmiento, la que se encargó de llevar a cabo las negociaciones finales.

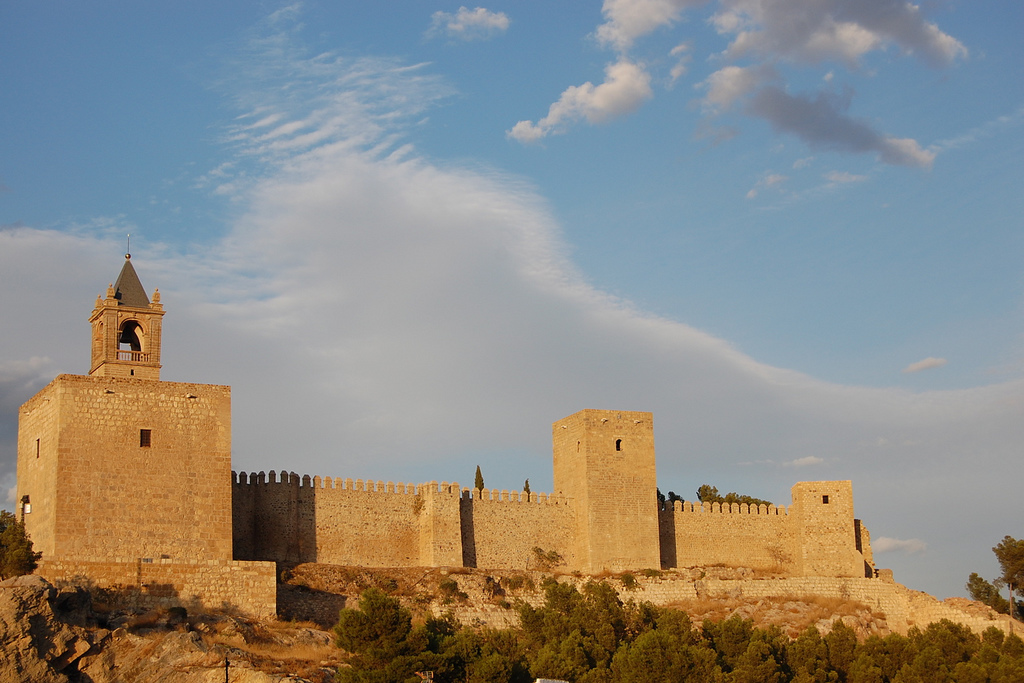
Vista de la Alcazaba de Antequera. (Provincia de Málaga).

En 1410 participó junto al infante Fernando en la conquista de Antequera, y en 1411, cumpliendo órdenes del mismo infante, penetró en el reino de Aragón con un ejército de mil quinientas lanzas para ayudar a todos aquellos que apoyaban la candidatura del infante Fernando el de Antequera al trono aragonés, que estaba vacante desde la muerte en 1410 del rey Martín I de Aragón, y Salazar y Castro señaló que Carlos Ramírez iba al frente de aquella expedición, y que cuando esas fuerzas invadieron Aragón para terminar con los abusos que estaba cometiendo Antón de Luna, señor de Almonacid y Pola, el señor de los Cameros no fue con ellas, aunque sus propios hombres sí lucharon a las órdenes de los otros «señores» castellanos que iban en ella. Y en 1412 acompañó al infante Fernando el de Antequera, que ya era en esos momentos rey electo de Aragón, cuando fue a tomar posesión de sus reinos.
Carlos Ramírez de Arellano falleció en Zaragoza el 26 de julio de 1412, aunque otros autores aseguran que fue a finales de junio de 1412. Y hay constancia de que otorgó testamento el 12 de julio de 1410 en la ciudad de Antequera ante el religioso franciscano Fray Juan de Sevilla, y de que en el mismo dispuso que su esposa, Constanza Sarmiento, fuera la tutora de sus hijos. Y Salazar y Castro señaló que Constanza gobernó «acertadamente» los grandes señoríos de su esposo durante su viudez, se preocupó del casamiento de todos los hijos que habían tenido, y también de los intereses de toda su familia.

## Sepultura
Fue sepultado en la capilla de San Antón del convento de San Francisco de Soria, y en su sepulcro estaba colocado el siguiente epitafio, que fue citado expresamente por Luis de Salazar y Castro:

Aquí yace el noble cavallero Carlos de Arellano, Alférez Mayor del Pendón de la Divifa de nueftro Señor el Rey, que Dios perdone, fijo del noble Cavallero Don Juan Remirez, aliter Remirs de Arellano, que Dios perdone. El qual finó en Zaragoça en fervicio del Rey Don Fernando de Aragon, quando cobro el dicho Regno, à 26 días. del mes de Julio, año del Señor 1408. años.

 

Pero el propio Salazar y Castro ya advirtió que la fecha estaba equivocada en cuatro años y que falleció con toda seguridad en 1412. Y conviene señalar que en el mismo convento también fue sepultada su esposa, Constanza Sarmiento, que debió fallecer después de 1463 y otorgó testamento en Andaluz el 23 de julio de ese año.

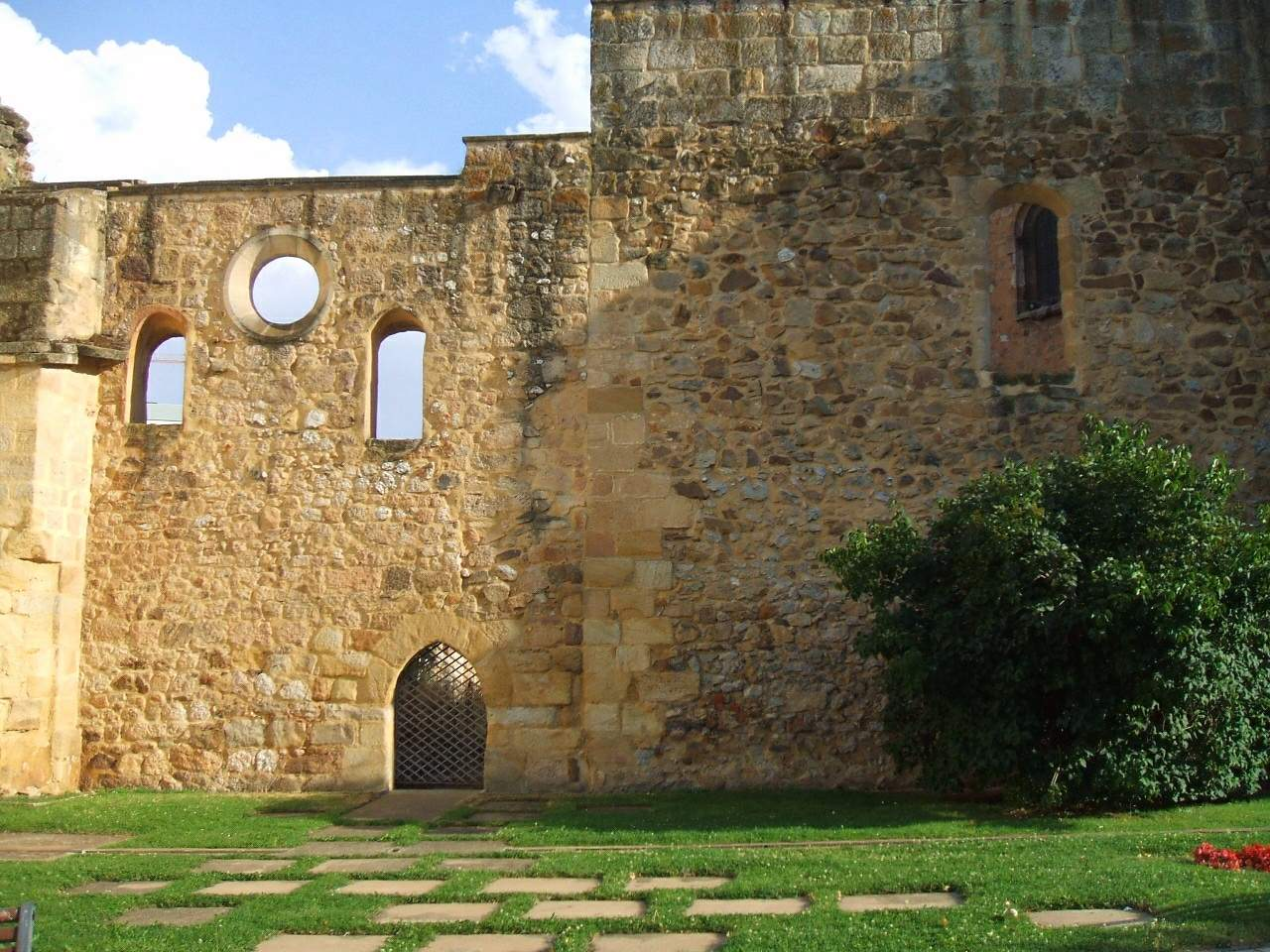
Exterior del convento de San Francisco de Soria.

## Matrimonio y descendencia
Fruto de su matrimonio con Constanza Sarmiento, que era hija del mariscal Diego Gómez Sarmiento y de Leonor Enríquez de Castilla, nacieron los siguientes hijos:
- Juan Ramírez de Arellano (m. después de 1470). A la muerte de su padre heredó el señorío de los Cameros y la mayoría de las villas que le habían pertenecido,[36] como las de Aguilar de Inestrillas o Nalda la cual era la capital administrativa del Señorío de cameros. durante su minoría de edad la administración de sus bienes estuvo en manos de su madre, Constanza Sarmiento,[36] y además fue alférez mayor del pendón de la Divisa del rey,[37] y durante los reinados de Juan II y de Enrique IV de Castilla fue uno de los más ricos[38] y destacados ricohombres de la Corona de Castilla.[36] Y en 1430 se casó en la catedral de Palencia, previa dispensa pontificia[b] y asistiendo a la ceremonia el rey Juan II,[38] con Isabel Enríquez, que era hija de Alfonso Enríquez, almirante de Castilla y adelantado mayor del reino de León, y de Juana de Mendoza.[5][32] Y hay constancia de que él y su esposa Isabel ya habían establecido en mayo de 1468 dos capellanías[39] y tres misas a perpetuidad en la capilla de los Mártires de la catedral de Calahorra,[40][c] y en 1470 el rey Enrique IV le concedió a Juan Ramírez de Arellano licencia para crear un mayorazgo a favor de su hijo segundogénito, Carlos de Arellano, y en el que quedaron incluidos los señoríos de Murillo de Río Leza, Alcanadre, Arrubal y Ausejo.[41] Y su esposa, Isabel Enríquez, otorgó testamento en Herce el 1 de febrero de 1475[42] y fue sepultada en la capilla de los Mártires de la catedral de Calahorra,[40] aunque hay constancia de que los restos de los señores de los Cameros y de sus familiares que se encontraban en ese templo fueron trasladados varios siglos más tarde al convento de San Antonio de Nalda, que desde el siglo XVII fue el panteón de los condes de Aguilar de Inestrillas, descendientes de los señores de los Cameros.[43]
- Carlos de Arellano (m. después de 1482). Fue señor de Ciria y Borobia y mariscal de Castilla, y a pesar de que su padre le legó en su testamento numerosas villas, entre las que figuraban las de Andaluz, Entrena y Murillo de Río Leza, todas ellas se las cedió a su hermano mayor mediante una escritura otorgada en el castillo de Borobia el 4 de octubre de 1446.[44] Y además contrajo matrimonio con Aldara de Luna, con quien tuvo varios hijos, entre ellos Carlos de Luna y Arellano. Aldara de Luna fue hija del ricohombre aragonés Jaime Martínez de Luna, señor de las baronías de Illueca, Gotor y Morata y alférez mayor de Aragón, y de Beatriz Pentinat, su primera esposa. Otorgó testamento el 11 de septiembre de 1482.[44]
- Teresa de Arellano (m. después de 1432). Recibió su nombre en honor de su abuela paterna, Teresa Manrique, y su padre dispuso antes de morir que se casara con Godofre de Navarra, que fue conde de Cortes y mariscal de Navarra y era hijo ilegítimo del rey Carlos III de Navarra, aunque las capitulaciones matrimoniales se otorgaron en Calahorra el 11 de octubre de 1414,[45] y se sabe que estaba previsto que el matrimonio se celebrara a principios de 1415 en Olite.[46] Sin embargo, en 1429 el rey Juan, que entonces era rey de Navarra y posteriormente reinaría en Aragón como Juan II, ordenó la confiscación de todos los bienes del conde Godofre,[47] aunque Teresa de Arellano reclamó al monarca los 10.000 florines que había aportado como dote matrimonial,[48] y el rey vendió para satisfacer esa deuda los lugares de Fontellas, Orcoyen, Atondo, Murco y Erroz, aunque Teresa continuó titulándose condesa de Cortes, como señaló el historiador José Yanguas y Miranda.[49] Y en 1432 el rey Juan cedió a Teresa, como indemnización por sus arras matrimoniales, el municipio de Buñuel y el término del Espartal, ya que el monarca argumentaba que Buñuel le había sido entregado como arras cuando se casó con Godofre de Navarra.[49] Y de la unión de Teresa con Godofre de Navarra nacieron dos hijos de los que descienden los señores de Lodosa y de Buñuel.[50]
- Leonor de Arellano. Contrajo matrimonio con Pedro Fernández de Córdoba, señor de Aguilar, Montilla, Priego y Monturque, entre otras villas, e hijo del ricohombre Alfonso Fernández de Córdoba, señor de Aguilar y Montilla, y de Teresa Venegas, con quien tuvo descendencia.[45] Sin embargo, su esposo murió en abril de 1424 mientras combatía con los musulmanes, y tres años antes, en 1421, el suegro de Leonor le había cedido todos sus bienes a su hijo, por lo que a la muerte de este pasaron a manos de los hijos que había tenido con Leonor.[51]
- Constanza de Arellano (m. después de 148). En 1426 contrajo matrimonio con el alférez mayor del rey Juan de Avellaneda, que fue señor de Íscar, Peñaranda de Duero, Montejo y Fuente Almejir y era hijo de Pedro Núñez de Avellaneda,[52] que fue señor de la Casa de Avellaneda y de Peñaranda de Duero y alférez mayor del rey, y de Aldonza de Guzmán.[52] Sin embargo, Juan de Avellaneda falleció en 1426,[53] poco después de haberse casado, y Constanza dio a luz después de la muerte de su esposo una hija póstuma que se llamó Aldonza de Avellaneda. Y esta última heredó las posesiones de sus padres y contrajo matrimonio con Diego López de Zúñiga, conde de Miranda del Castañar e hijo de Pedro de Zúñiga, conde de Plasencia y de Ledesma, y de Isabel de Guzmán, señora de Gibraleón.[36]